# Cyproidea marmorata
Cyproidea marmorata is een vlokreeftensoort uit de familie van de Cyproideidae. De wetenschappelijke naam van de soort is voor het eerst geldig gepubliceerd in 1981 door Moore.